# Keisuke Ogawa
Keisuke Ogawa (jap. 小川圭佑; * 5. September 1986 in Itami) ist ein japanischer Fußballspieler.

## Karriere
Keisuke Ogawa erlernte das Fußballspielen in der Schulmannschaft der Nara Ikuei High School sowie in der Universitätsmannschaft der Hannan-Universität. Seinen ersten Vertrag unterschrieb er 2007 bei Albirex Niigata (Singapur). Der Verein ist ein singapurischer Ableger des japanischen Vereins Albirex Niigata und spielte in der S. League. 2010 wechselte er nach Thailand. Hier schloss er sich dem damaligen Zweitligisten Chiangrai United aus Chiangrai an. Mit dem Verein belegte er den dritten Platz der Thai Premier League Division 1 und stieg somit in die erste Liga auf. Nach dem Aufstieg verließ er Chiangrai und wechselte zum Erstligisten Pattaya United nach Pattaya. Hier spielte er bis März 2013. Anschließend ging er nach Lettland, wo er sich dem FK Jūrmala aus Riga anschloss. Über den serbischen Vereine FK Sloboda Užice und dem lettischen Verein FK Liepāja ging er 2014 wieder nach Thailand. Hier unterzeichnete er einen Vertrag bei Thai Honda Ladkrabang. Der lieh ihn umgehend an seinen ehemaligen Club Chiangrai United aus. 2015 zog es ihn nach Myanmar. Yadanarbon FC, ein Verein aus Mandalay, der in der ersten Liga, der Myanmar National League, spielte, nahm ihn für zwei Jahre unter Vertrag. 2015 wurde er mit dem Club Vizemeister, 2016 feierte er mit dem Club die Meisterschaft. 2017 ging er für sechs Monate auf die Malediven, wo er sich dem Rekordmeister New Radiant anschloss. Der Club spielte in der höchsten Liga, der Dhivehi Premier League. Nachdem er von Juli 2017 bis Ende Oktober 2017 vereinslos war, nahm ihn am 26. Oktober 2017 Hong Kong Pegasus FC unter Vertrag. Hier spielte er für den Rest des Jahres in der Hong Kong Premier League. 2018 unterzeichnete er einen Vertrag in Malaysia bei Sabah FA. Für den Club aus Sabah spielte er einmal in der Malaysia Super League. Nach einem Jahr ging er 2019 nach Taiwan. Hier spielt er für den Taichung Futuro FC aus Taichung.

## Erfolge
Yadanarbon FC
- Myanmarischer Meister: 2016
- Myanmarischer Vizemeister: 2015